# Franz Reichelt
Franz Karl Reichelt (pronunciación en alemán: /fʁants kaʁl ˈʁaɪ̯çl̩t/; Wegstädtl, Imperio austrohúngaro, 16 de octubre de 1878-París, 4 de febrero de 1912), también conocido como Henry François Reichelt, fue un sastre austriaco nacionalizado francés. Es recordado por saltar a su muerte desde la Torre Eiffel mientras probaba un paracaídas portátil de su propio diseño. Reichelt se había obsesionado con desarrollar un traje para aviadores que se convirtiera en un paracaídas y les permitiera sobrevivir a una caída en caso de que se vieran obligados a dejar su avión en el aire. Los experimentos iniciales realizados con maniquíes arrojados desde el quinto piso de su edificio de apartamentos habían tenido éxito, pero no pudo replicar esos primeros éxitos con ninguno de sus diseños posteriores.
Creyendo que una plataforma de prueba adecuadamente alta demostraría la eficacia de su invento, Reichelt solicitó repetidamente a la Prefectura de Policía de París permiso para realizar una prueba desde la Torre Eiffel. Finalmente recibió el permiso en 1912, pero cuando llegó a la torre el 4 de febrero dejó claro que tenía la intención de saltar personalmente en lugar de realizar un experimento con muñecos. A pesar de los intentos de disuadirlo, saltó desde la primera plataforma de la torre con su invento. El paracaídas no se desplegó y cayó en picado 57 metros (187 pies) hasta su muerte. Al día siguiente, los periódicos estaban llenos de historias ilustradas sobre la muerte del "inventor temerario", y el salto se mostró en los noticieros.

## Su invento

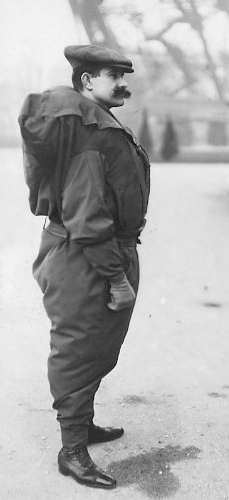
Reichelt lució el traje al pie de la Torre Eiffel poco antes de su fatal caída.

Se radicó en París en 1900 y obtuvo la nacionalidad francesa en 1911. Reichelt ya era un sastre de prestigio en Francia cuando ideó, siguiendo los diseños de Leonardo da Vinci y de algunos intentos fallidos anteriores, una especie de paracaídas que le permitiera saltar desde un lugar alto, descendiendo suavemente a tierra. 
Para probar su invento, utilizó primero un muñeco que lanzó desde lo alto de la Torre Eiffel, por entonces la estructura más alta del mundo. El muñeco se estrelló contra el suelo, pero Reichelt argumentó que, por ser un muñeco, no tenía la posibilidad de abrir los brazos.
Entonces, decidió probar su invento él mismo. Las autoridades de la Torre Eiffel se negaron, diciendo que Reichelt necesitaba un permiso especial de la Policía. Extrañamente, la Policía otorgó ese permiso, pero, antes, las autoridades de la Torre Eiffel le hicieron firmar un documento que las liberaba de toda responsabilidad si el invento fallaba.

## Muerte
El 4 de febrero de 1912 por la mañana, unos cuantos espectadores y agentes de policía se hallaban reunidos al pie de la torre. Además, un equipo de filmación con por lo menos dos cámaras estaba preparado para registrar el acontecimiento.
Reichelt, desde lo alto, dudó mucho antes de saltar. Finalmente lo hizo. Cayó de forma violenta, dejando un considerable agujero en el suelo tras el impacto. En 2009, Édouard Launet mencionó en el periódico Libération que tras la autopsia de Reichelt se determinó que murió por un paro cardiaco durante la caída. Como dato curioso, su muerte fue la primera en toda la historia en quedar registrada en cinta de cine.
Reichelt inspiró un juego, una obra de teatro, un cortometraje que narra su vida y una canción de La Casa Azul titulada «Nunca nadie pudo volar».